# Wesmaelius navasi
Wesmaelius navasi is een insect uit de familie van de bruine gaasvliegen (Hemerobiidae), die tot de orde netvleugeligen (Neuroptera) behoort. 
Wesmaelius navasi is voor het eerst wetenschappelijk beschreven door Andréu in 1911.